# Anomophysis spinosa
Anomophysis spinosa är en skalbaggsart som först beskrevs av Fabricius 1787.  Anomophysis spinosa ingår i släktet Anomophysis och familjen långhorningar.
Artens utbredningsområde är:
- Nepal.
- Sri Lanka.

Inga underarter finns listade i Catalogue of Life.